# Iglesia de madera de Heddal

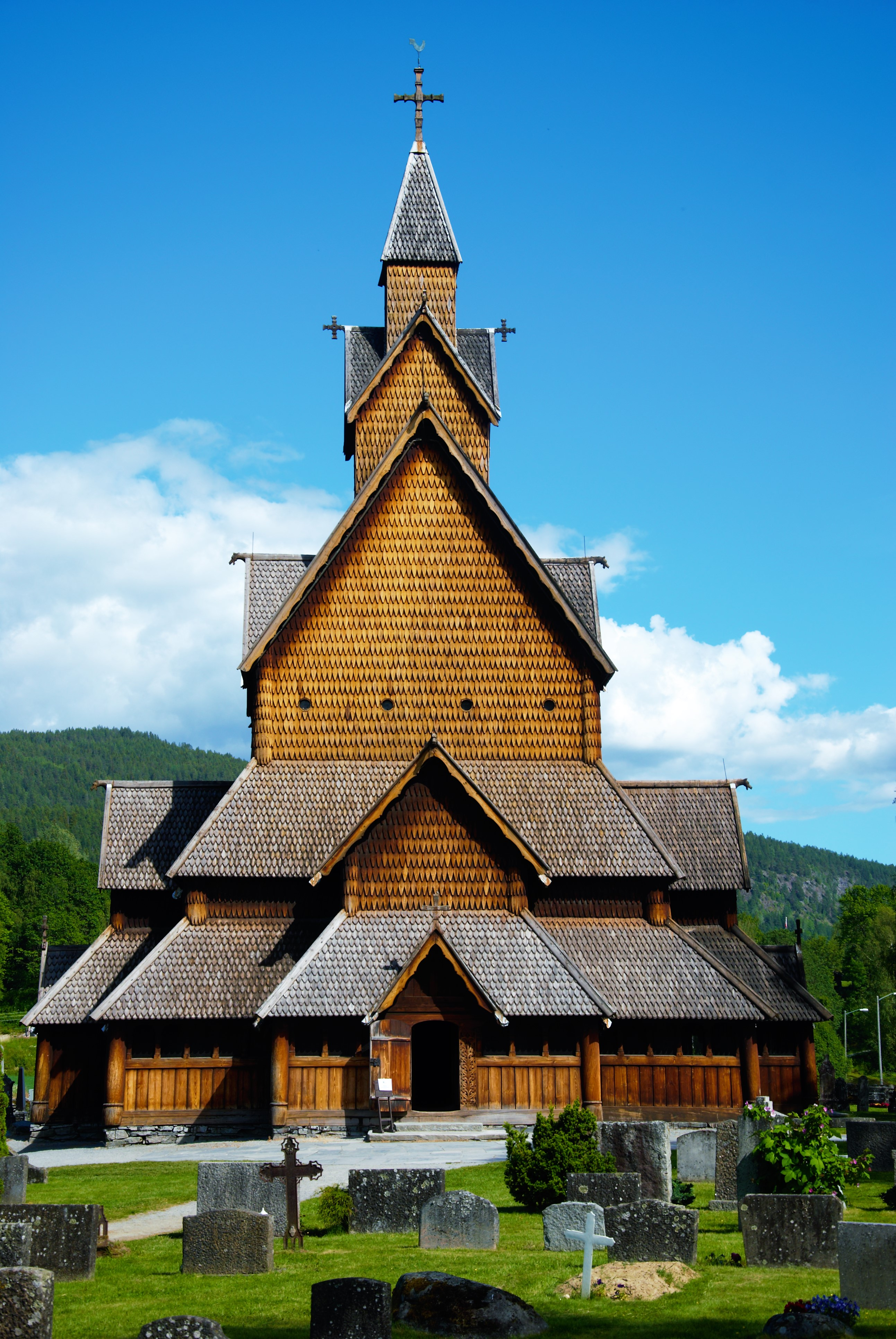
Vista simétrica frontal de la iglesia de madera de Heddal.

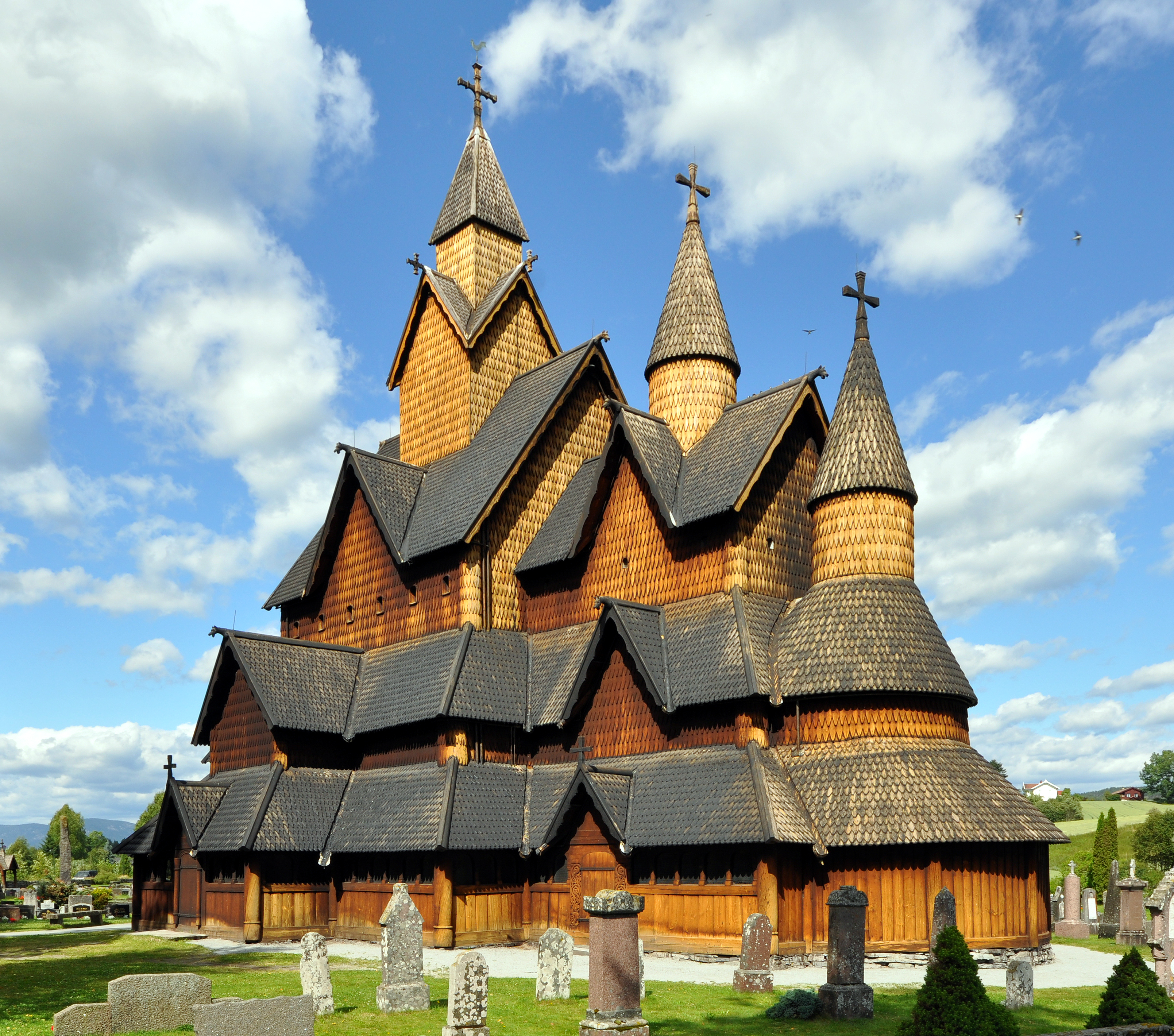
La iglesia de madera de Heddal, vista desde el occidente.

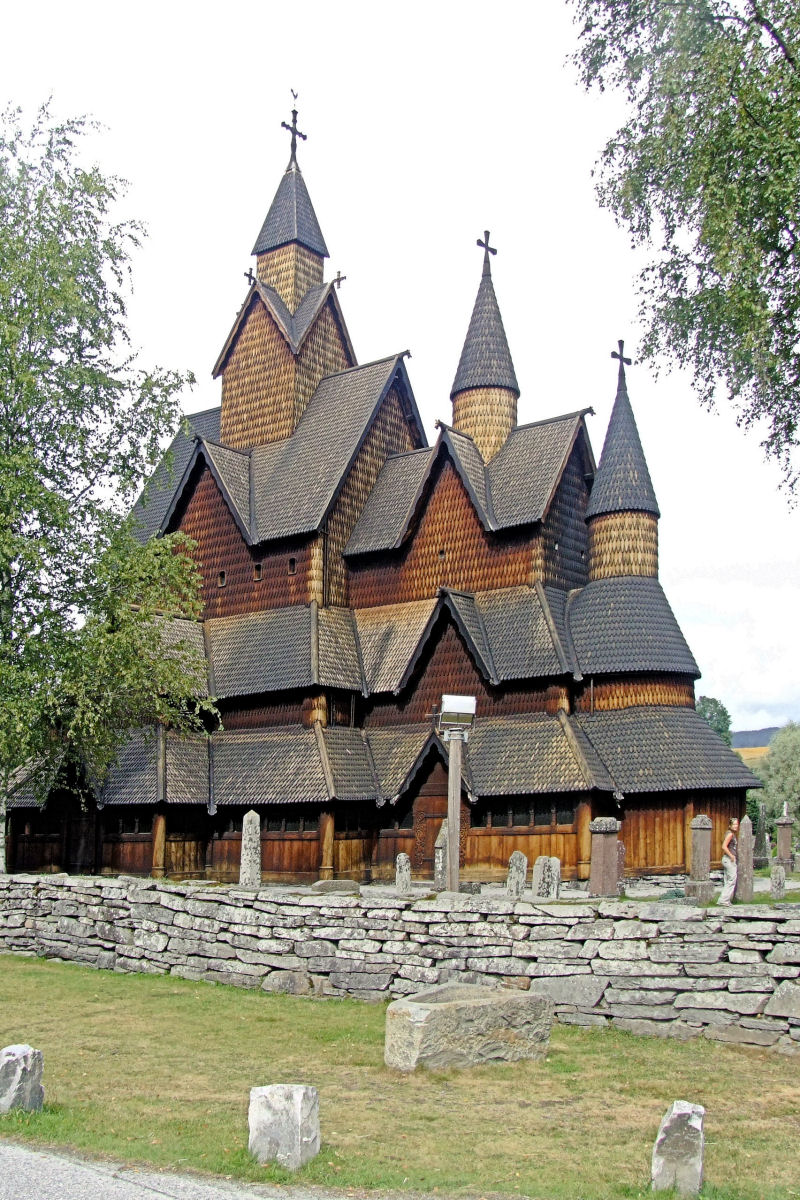
Vista desde el sureste. Se aprecian las tres torres con sus respectivos chapiteles.

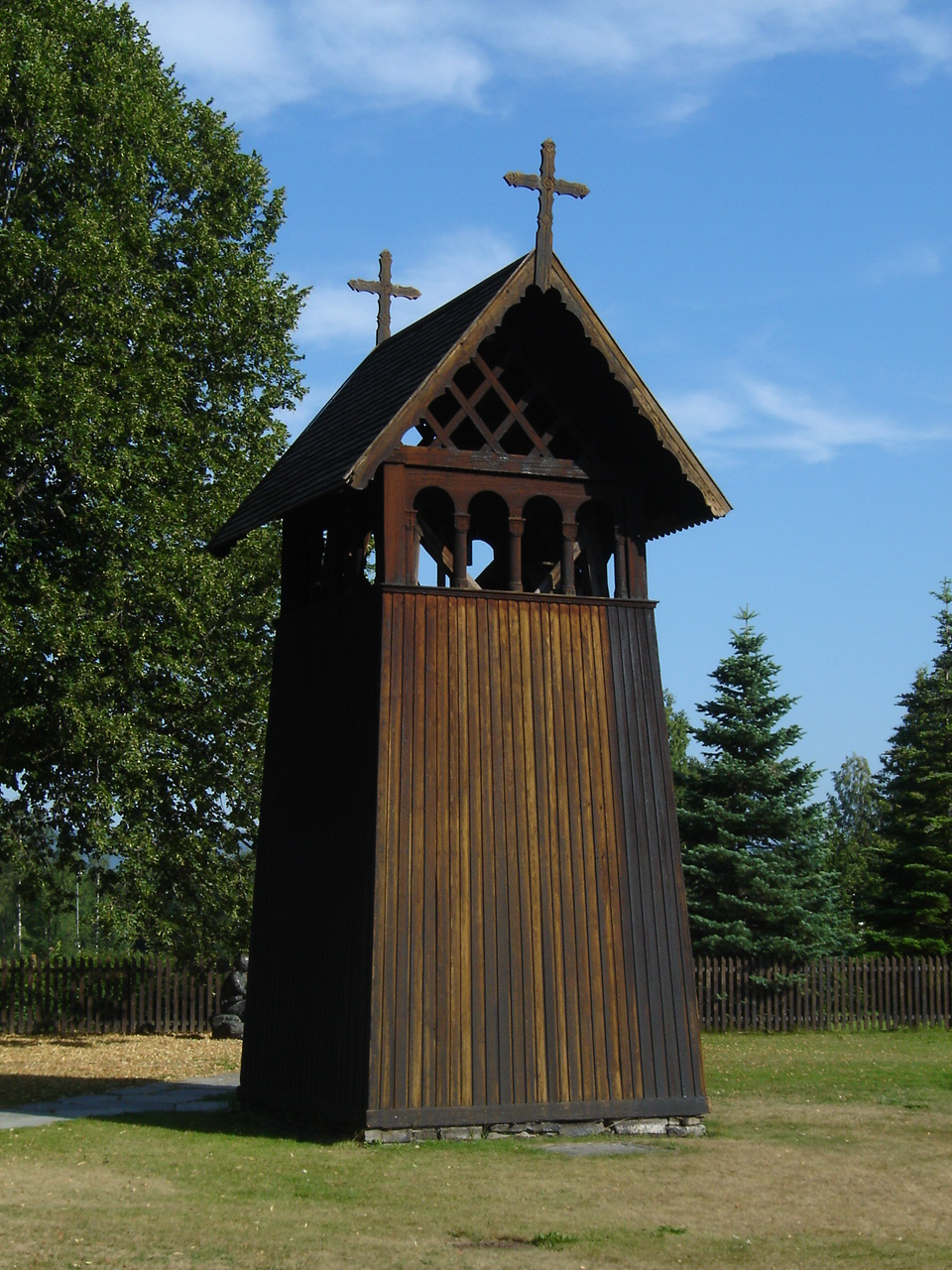
El campanario.

La iglesia de madera de Heddal es una stavkirke —una iglesia medieval cristiana de Noruega construida en madera— de la primera mitad del siglo XIII en el municipio de Notodden, en Telemark. 
Es la más grande entre todas las stavkirke conservadas y un importante centro turístico. Mantiene las funciones litúrgicas de un templo luterano.

## Características
Presenta un aspecto monumental, es una stavkirke de tipo B cuya planta consiste de una nave, un coro con ábside semicircular, y un corredor que rodea toda la iglesia. Tanto la nave como el coro se dividen en una sala central de techo elevado rodeada por un deambulatorio de techo de menor elevación.
En el alzado, la iglesia consiste en su parte más alta —correspondiente a la nave— de un escalonamiento quíntuplo. El primer nivel lo da el corredor, el segundo la parte superior del deambulatorio, el tercero la pared de la sala central, y el cuarto y el quinto la torre central, que en un momento fue el campanario de la iglesia. El coro tiene un escalonamiento cuádruplo, y el ábside uno triple. La iglesia posee tres torres con chapitel: una en el centro de la nave, una en el centro del coro y una más en el ábside; mientras la primera tiene chapitel piramidal, las dos últimas presentan uno cónico. Hay proyecciones en forma de piñones en los techos y muros de los costados sur, norte y occidente del templo.

## Historia

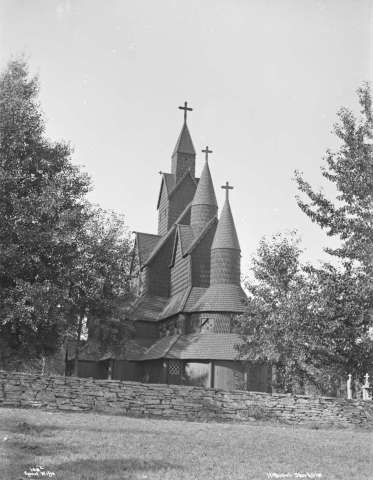
Fotografía de Axel Lindahl (finales del).

La iglesia de madera de Heddal no ha sido investigada suficientemente acerca de su historia. Algunas investigaciones arqueológicas han hallado restos de madera más antiguos, lo que sugiere que la iglesia actual pudo haber sido levantada sobre las ruinas de templos de épocas anteriores.
Se acepta de manera general que fue construida hacia el siglo XII, pero existen divergencias. Se cree que pudo haber sido construida en dos etapas, por lo que habría diferencia de varias décadas entre la construcción de la nave y la del coro. Hay inscripciones rúnicas en el corredor exterior, que señalan que la iglesia fue consagrada a la Virgen María en 1242.
Aunque nunca ha sido devastada por incendios o alguna catástrofe natural, la iglesia se deterioró con el tiempo. Ocurrió una restauración significativa entre 1849 y 1851. En la década de 1950 se realizó una nueva, que tuvo como propósito el regreso del aspecto original de la iglesia.

## Inventario
De la Edad Media solo permanece un incensario suspendido en el coro y una banca tallada del siglo XIII. Un candelabro medieval de hierro forjado de 23 velas se encuentra hoy en la colección de antigüedades de la Universidad de Oslo, lo mismo que un antiguo frontal. 
A la época protestante pertenece la pila bautismal y el retablo, éste es una obra del siglo XVII.
Las pinturas murales son todas de 1668. En el coro quedan aún algunos rastros de la pintura medieval original.
En el exterior se sitúa el campanario, edificación de madera del siglo XIX, construida para evitar que el peso de las campanas provocara el derrumbe de la torre central de la nave.